# Proto-otomí
El proto-otomí és la protollengua o antecessor comú a les diverses variants d'otomí existents en l'actualitat. Si bé el parentiu entre les diverses variants d'otomí va resultar sempre clar i la compilació de dades va revelar que el mazahua és molt proper no existeixen fonts directes del proto-otomí raó per la qual aquest ha estat hipotèticament reconstruït a partir de les dades històriques de les varietats existents mitjançant els mètodes de la lingüística històrica.

## Fonologia

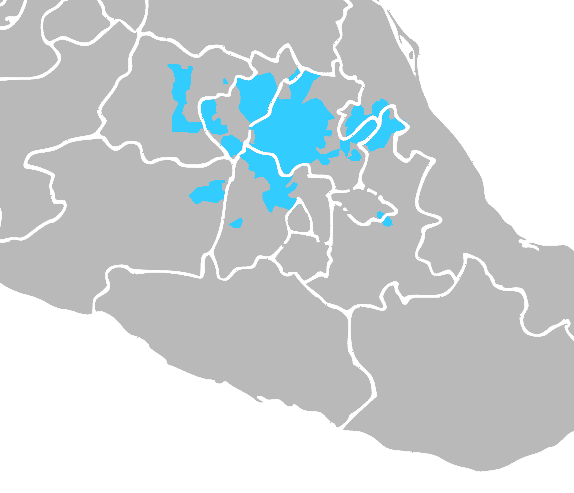
Extensió aproximada de l'otomí a principis del.

La reconstrucció de l'otomí va començar amb els treballs de Stanley Newman i Robert Weitlaner (1950) que van ser els primers a estudiar les correspondències fonètiques regulars entre les diverses variants i van proposar un sistema fonològic de 20 consonants i 13 vocals. Posteriorment Doris Bartholomew va revisar el material usat per Newman i Weitlaner complementant-ho amb dades d'altres dialectes otomís i va apreciar que el sistema fonològic podia simplificar-se a 16 consonants, ja que alguns dels fonemes postulats eren el resultat de grups de consonants o canvis fonètics posteriors. l'inventari reconstruït és el següent:
|            | Bilabial | Bilabial | Alveolar | Alveolar | Palatal | Palatal | Velar | Velar | Labio- Velar | Labio- Velar | Glotal | Glotal |
| ---------- | -------- | -------- | -------- | -------- | ------- | ------- | ----- | ----- | ------------ | ------------ | ------ | ------ |
| Nasal      | *m       | *m       | *n       | *n       | (*ñ)    | (*ñ)    |       |       |              |              |        |        |
| Oclusiva   | *p       | *b       | *t       | *d       |         |         | *k    | *g    | *kʷ          | *w           | *ʔ     | *ʔ     |
| Fricativa  |          |          | (*s), *z | (*s), *z | *š      | *š      | *x    | *x    |              |              | *h     | *h     |
| Africada   |          |          | *c       | *c       | (*č)    | (*č)    |       |       |              |              |        |        |
| Líquida    |          |          | (*r)     | (*r)     |         |         |       |       |              |              |        |        |
| Aproximant |          |          |          |          | *y      | *y      |       |       | w            | w            |        |        |

Els fonemes de la tabla anterior són els reconstruïts per Newman i Weitlaner (NW), i els fonemes entre parèntesis són els que Bartholomew (B) addueix com a resultats secundaris:
1. /*č/ (=AFI t͡ʃ) en els cognats identificats per NW gairebé sempre el resultat del grup /*n+š/ o com a resultat de palatalització afectiva de /*c/ (=AFI t͡s)
2. /*s/ seria el resultat secundari dels grups /*ch/ com a mostra el dialecte de Tlacotlapilco o el resultat marginal de /*c/ en algunes poques paraules.
3. /*ñ/ (=AFI ɲ) pot explicar-se com el resultat de /*y/ seguida d'una vocal nasal o el resultat de /*n+y/.
4. /*r/ (=AFI *ɾ) és un cas més complex, resultant un desenvolupament posterior del grup /*ʔ+n/ i de canvis fonètics de desnasalització que van afectar només a alguns dialectes otomís.